# Lada XRAY
La Lada XRAY est une automobile conçue par le constructeur automobile russe Lada. À l'origine concept car annonçant le nouveau style de la marque, XRAY désignera une automobile de segment B dont la production devrait débuter en décembre 2015.

## XRAY Concept
Présenté en première mondiale au Salon de l'Automobile de Moscou en août 2012, le XRAY Concept annonce le style des prochaines générations de Lada. Un style marqué par une calandre en X sur laquelle prend place un logo redessiné pour l'occasion, plus grand et désormais tridimensionnel.
Rompant radicalement avec le style des Lada de l'époque, le XRAY affiche un style audacieux. Les nervures latérales - caractéristiques de la voiture - seront aussi reprises sur le prochain XRAY ainsi que sur la nouvelle Vesta, qui sera dévoilée, quant à elle, 2 ans plus tard.
Conçu et développé dans le plus grand secret, le XRAY Concept a créé la surprise le jour de sa présentation. Lada a cependant rapidement annoncé que ce concept resterait unique et ne déboucherait pas sur un véhicule de série dans un avenir proche.

## XRAY Concept 2 et XRAY de série
Fort du succès rencontré par le concept car, Steve Mattin dévoile 2 ans plus tard, toujours au Salon de Moscou, les premières Lada directement inspirées du XRAY Concept : les Lada Vesta Concept et Lada XRAY Concept 2.
Contrairement aux apparences, les deux concepts annoncent cette fois des véhicules de série. Si la Vesta s'annonce comme la remplaçante de la Lada Priora, le XRAY viendra quant à lui enrichir le catalogue. Avec ce crossover, Lada espère séduire une clientèle plus urbaine, plus jeune et moins traditionnelle.
Basé sur la plateforme de la Renault Sandero Stepway, le XRAY Concept 2 s'en distingue par une identité propre, ne partageant ainsi aucun élément de carrosserie avec la polyvalente au losange.
Dans la foulée du Salon, les dirigeants d'AvtoVaz indiquent que le XRAY de série commencera à être assemblé en décembre 2015 et que sa production devrait s'établir à 60 000 exemplaires par an.
Un an plus tard, en 2015, Lada dévoile en marge du Salon de Moscou, le XRAY de série,. Fidèle à 95 % au concept car, le XRAY proposera donc un coffre allant de 324 à 777 dm3 et des moteurs 1.6 16V de 106 à 114 ch ainsi qu'un inédit 1.8 16V de 122 ch. Si les deux premiers seront uniquement disponibles avec une boite manuelle à 5 rapports, le 1.8 recevra quant à lui la boite robotisée AMT à 5 rapports inaugurée quelques mois plus tôt par la Priora.